# Кузьмин, Родион Осиевич
Родио́н Оси́евич Кузьми́н (1891—1949) — российский и советский математик, декан технического факультета Пермского университета (1921), доктор физико-математических наук (1935), член-корреспондент АН СССР (1946).

## Биография
Окончил физико-математический факультет Петроградского университета в 1916 году. Был оставлен на кафедре для подготовки к профессорскому званию.
С августа 1918 по 1921 год был старшим ассистентом кафедры механики Пермского университета, преподавателем Томского технологического института и Томского университета (1919–1920), где читал лекции по курсу анализа бесконечно малых величин. С 1921 года — профессор по кафедре математики и заместителем декана физико-математического факультета Пермского университета.
Одновременно с 1921 года был деканом технического факультета Пермского университета.
С 1922 года — профессор Петроградского политехнического института (позже — университета) и других вузов Петрограда. Доктор физико-математических наук (1935), член-корреспондент АН СССР (1946).
Российский политический деятель Михаил Иванович Амосов является внуком Р. О. Кузьмина.
Основные труды относятся к теории чисел и математическому анализу.
В 1930-е годы совместно с Н. М. Гюнтером издал «Сборник задач по высшей математике» в трёх томах, который был переведён на немецкий язык и выдержал более десяти изданий.
Скончался 24 марта 1949 года. Похоронен в Ленинграде на Богословском кладбище.

## Вклад в математику
- В 1928 году Кузьмин решил[6] следующую проблему Гаусса (см. Статистика Гаусса — Кузьмина):

Пусть {\displaystyle x} — случайная величина, равномерно распределённая на интервале {\displaystyle (0,1)} и пусть
{\displaystyle x={\cfrac {1}{k_{1}+{\cfrac {1}{k_{2}+\cdots }}}}}
является представлением числа x в виде непрерывной дроби. Требуется оценить выражение
{\displaystyle \Delta _{n}(s)=\mathbb {P} \left\{{\cfrac {1}{k_{n+1}+{\cfrac {1}{k_{n+2}+\cdots }}}}\leqslant s\right\}-\log _{2}(1+s)~.}
Гаусс доказал, что {\displaystyle \Delta _{n}\to 0} стремится к нулю при {\displaystyle n\to \infty }, но не сумел дать явную оценку. Р. О. Кузьмин доказал, что
{\displaystyle |\Delta _{n}(s)|\leqslant C\cdot e^{-\alpha {\sqrt {n}}}~,}
где {\displaystyle C} и {\displaystyle \alpha } — некоторые положительные постоянные. В 1929 году Поль Леви доказал более сильную оценку {\displaystyle C\cdot 0{,}7^{n}}.
- В 1930 году Р. О. Кузьмин доказал[7], что если {\displaystyle a} является алгебраическим числом, а {\displaystyle b} — вещественной квадратичной иррациональностью, то число {\displaystyle a^{b}} трансцендентно. Например, отсюда следует, что число

{\displaystyle 2^{\sqrt {2}}=2{,}6651441426902251886502972498731\ldots }
является трансцендентным. О дальнейших результатах в этом направлении см. теорему Гельфонда–Шнайдера.